# Toshiyuki Tanaka
Toshiyuki Tanaka (田中 利幸?, Tanaka Yoshiyuki; Fukuoka, 2 febbraio 1985) è un cavaliere giapponese.

## Biografia
Ha competito nel concorso completo ai Giochi della XXX Olimpiade e ai Giochi della XXXII Olimpiade. 
Tanaka era il riservista per i Giochi della XXXIII Olimpiade. 
Quando il membro della squadra Ryuzo Kitajima ha ritirato la sua cavalla Cekatinka dal controllo veterinario il giorno del salto ostacoli, Tanaka ha gareggiato per la squadra giapponese nella fase di salto ostacoli della competizione.
È vincitore di una medaglia di bronzo olimpica.